# 2012 FC71
2012 FC71 (também escrito como 2012 FC71) é um pequeno asteroide preso em uma ressonância com a Terra. Esse corpo menor faz parte da família de asteroides Aton, ele também é um asteroide potencialmente perigoso. Este asteroide tem uma magnitude absoluta de 25,2 o que dá um diâmetro característico de 20-40 metros.

## Descoberta
2012 FC71 foi descoberto no dia 31 de março de 2012 pelo astrônomo A. Boattini através do Mt. Lemmon Survey.

## Características orbitais
2012 FC71 tem uma órbita caracterizada pela baixa excentricidade (0,088), baixa inclinação (4,97°) e um semieixo maior de 0,9895 UA. O seu periélio leva o mesmo a uma distância de 0,9028 UA em relação ao Sol e seu afélio a 1,07629 UA.